# Renö
Renö (finska: Poroluoto) är en ö i Finland. Den ligger i Bottenviken och i kommunen Karleby i landskapet Mellersta Österbotten, i den nordvästra delen av landet. Ön ligger omkring 11 kilometer norr om Karleby och omkring 430 kilometer norr om Helsingfors.
Öns area är 2,43 kvadratkilometer och dess största längd är 2,9 kilometer i sydöst-nordvästlig riktning. Ön höjer sig omkring 15 meter över havsytan.